# Eukoenenia deleta
Eukoenenia deleta är en spindeldjursart som beskrevs av Bruno Condé 1992. Eukoenenia deleta ingår i släktet Eukoenenia och familjen Eukoeneniidae. Inga underarter finns listade i Catalogue of Life.